# World Trade Center nr. 5
 Denne artikel omhandler den gamle bygning 5. For den nye bygning, se 130 Liberty Street.
World Trade Center nr. 5 (5 WTC) var en kontorbygning i New York, bygget i perioden 1970-72 som en del af World Trade Center komplekset.
Under terrorangrebet den 11. september 2001, fik bygningen alvorlige skader og delvise sammenbrud på dens øverste etager. Hele bygningen blev revet ned i januar 2002 som en del af fjernelsesprojektet.
Bygning 5 var en stålindrammet kontorbygning på 9 etager. Strukturen var formet som et L, og blev opført på det nordøstlige hjørne af komplekset. Bygningen havde et gennemsnitligt areal på 120.000 kvadratmeter pr etage.
40°42′37″N 74°0′46″V / 40.71028°N 74.01278°V